# 白俄罗斯国家足球体育场
白俄罗斯国家足球体育场是位于白俄羅斯明斯克的一座足球场，也是白俄羅斯國家足球隊的主场。該體育場占地面积12.43公顷，建筑面积4.8万平方米，设有33145个观众坐席。該體育場由中國援建，並於2025年6月7日啟用。